# Eduardo José Corona
Pour les articles homonymes, voir Corona.
Eduardo José Corona est un footballeur portugais né le 1er septembre 1925 à Barreiro et mort le 22 mars 2008. Il évoluait au poste de milieu.

## Biographie
Il remporte la Coupe Latine 1950 avec Benfica, inscrivant un but lors de la première finale contre les Girondins de Bordeaux.

## Carrière
- 1945-1953 :  Benfica Lisbonne
- 1953-1955 :  Sporting Braga
- 1955-1957 :  Vitória Setúbal
- 1957-1958 :  FC Barreirense
- 1958-1959 :  Coruchense
- 1959-1960 :  União Tomar
- 1960-1961 :  Amora FC[1]

## Palmarès

### En club
Avec le Benfica Lisbonne :
- Champion du Portugal en 1950
- Vainqueur de la Coupe du Portugal en 1949, 1951 et 1952
- Vainqueur de la Coupe Latine en 1950